# Lotus eriophthalmus
Lotus eriophthalmus là một loài thực vật có hoa trong họ Đậu. Loài này được Webb & Berthel. miêu tả khoa học đầu tiên.